# Линдерн, Франц Бальтазар фон
Франц Бальтазар фон Линдерн (нем. Franz Balthasar von Lindern; 1682—1755) — немецко-французский врач и ботаник.

## Биография
Франц Бальтазар фон Линдерн родился 1 марта 1682 года в городе Буксвиллер. Он был одним из восьми детей в семье аптекаря. С 1700 года учился в Страсбурге, затем — в Галле, Лейпциге, Виттенбурге, Эрфурте и Йене. В 1708 году получил степень доктора за работу, посвящённую заболеваниям кости. После этого Линдерн вернулся в Страсбург, где стал преподавать.
Линдерну принесли известность несколько книг по медицине на немецком языке, в том числе неоднократно переиздававшаяся Der Venus-Spiegel, описывающая заболевания, передающиеся половым путём. Помимо медицины, Линдерн увлекался изучением ботаники, он был директором Страсбургского ботанического сада. В 1728 году он издал книгу Tournefortius Alsaticus, в которой описал множество растений флоры Альзаса, основываясь на системе классификации Турнефора. В 1747 году эта книга была переиздана под названием Hortus Alsaticus.
25 апреля 1755 года Франц фон Линдерн скончался.

## Некоторые научные работы
- Tournefortius Alsaticus. 1728
- Hortus Alsaticus. 1747

## Таксоны растений, названные в честь Ф. Б. фон Линдерна
В его честь названы роды растений:
- Lindernia All. (1766) — Линдерния
- Linderniella Eb.Fisch., Schäferh. & Kai Müll. (2013)